# Phantasialand
Phantasialand – park rozrywki otwarty 30 kwietnia 1967 roku w Brühl w zachodnich Niemczech.

## Historia
17 września 2020 roku park otworzył pierwszy flying coaster (kolejkę górską do jazdy w pozycji leżącej) typu launched coaster (tzn. z napędem innym, niż tradycyjny łańcuch, przyspieszającym pociąg kolejki do wysokiej prędkości bez wciągania na pierwsze wzniesienie). Atrakcja stanowi część nowej strefy Rookburgh o tematyce steampunkowej.
W lipcu 2021 roku, z powodu powodzi nawiedzających Niemcy, Belgię i Holandię, park był w wyniku zalania zmuszony tymczasowo zamknąć część atrakcji, w tym kolejkę górską Black Mamba.

## Strefy tematyczne
Park podzielony jest na 7 stref tematycznych.
| Nazwa          | Tematyka                       | Główne atrakcje                         |
| -------------- | ------------------------------ | --------------------------------------- |
| Berlin         | Berlin z lat 20. XX wieku      | Atrakcje dziecięce, hotel, ogród zimowy |
| Wuze Town      | Fantasy                        | Temple of the Night Hawk, Winja's       |
| Mexico         | Ameryka Łacińska               | Talocan, Chiapas, Colorado Adventure    |
| China Town     | Chiny                          | Geister Rikscha                         |
| Klugheim       | Tajemnica                      | Taron, River Quest                      |
| Deep in Africa | Afryka                         | Black Mamba, River Quest                |
| Rookburgh      | Steampunk / miasto przemysłowe | F.L.Y                                   |

## Kolejki górskie

### Czynne
Na rok 2020 park posiadał 7 czynnych kolejek górskich.
| # | Nazwa              | Producent    | Data otwarcia    | Typ                                   | Wysokość [m] | Prędkość [km/h] | Źródło |
| - | ------------------ | ------------ | ---------------- | ------------------------------------- | ------------ | --------------- | ------ |
| 1 | Crazy Bats         | Vekoma       | 1 kwietnia 1988  | stalowy rodzinny dark ride            | 11,7         | 46,5            | [ 6 ]  |
| 2 | Colorado Adventure | Vekoma       | 11 maja 1996     | stalowy mine train                    | 26           | 50              | [ 7 ]  |
| 3 | Winja's (Fear)     | Maurer Rides | 30 marca 2002    | stalowy spinning coaster              | 17,4         | 60              | [ 8 ]  |
| 3 | Winja's (Force)    | Maurer Rides | 30 marca 2002    | stalowy spinning coaster              | 17,4         | 66              | [ 8 ]  |
| 4 | Black Mamba        | B&M          | 24 maja 2006     | stalowa odwrócona                     | 26           | 80              | [ 9 ]  |
| 5 | Taron              | Intamin      | 30 czerwca 2016  | stalowy multi-launched coaster        | 30           | 117             | [ 10 ] |
| 6 | Raik               | Vekoma       | 30 czerwca 2016  | rodzinny shuttle coaster              | 25           | 62              | [ 11 ] |
| 7 | F.L.Y              | Vekoma       | 17 września 2020 | stalowy multi-launched flying coaster | ?            | ?               | [ 12 ] |

### Zlikwidowane
Na rok 2020 z 9 otwartych w historii parku kolejek górskich 2 zostały zlikwidowane.
| # | Nazwa             | Producent   | Data otwarcia | Data zamknięcia | Typ     | Wysokość [m] | Prędkość [km/h] | Źródło |
| - | ----------------- | ----------- | ------------- | --------------- | ------- | ------------ | --------------- | ------ |
| 1 | Gebirgsbahn       | Schwarzkopf | 1975          | 1 maja 2001     | stalowa | 28,1         | ?               | [ 14 ] |
| 2 | Grand Canyon Bahn | Schwarzkopf | 1978          | 1 maja 2001     | stalowa | ?            | ?               | [ 15 ] |

## Inne
- Do otwarcia Europa-Parku był największym lunaparkiem w Niemczech.
- Do 1979 roku wstęp był darmowy, lecz płaciło się za skorzystanie z każdej atrakcji osobno.